# Curly Howard
Pour les articles homonymes, voir Howard.
Curly Howard est un acteur américain né le 22 octobre 1903 à Brooklyn (État de New York) et mort le 18 janvier 1952 à San Gabriel (Californie).

## Biographie
Il fait partie de la troupe comique Les Trois Stooges, de 1932 à 1946.

## Filmographie
- 1933 : Nertsery Rhymes : Boys
- 1933 : Turn Back the Clock : Wedding Singer
- 1933 : Beer and Pretzels (en) de Jack Cummings : Curly
- 1933 : Les Pantins (Broadway to Hollywood) : Clown 2
- 1933 : Hello Pop! (en) : Curly
- 1933 : Plane Nuts (en) : Curly
- 1933 : Moi et le Baron (Meet the Baron) de Walter Lang : Janitor
- 1933 : Le Tourbillon de la danse : Curly, un machiniste
- 1933 : Myrt and Marge (en) : Mullins' Helper
- 1934 : Les Amants fugitifs (Fugitive Lovers), de Richard Boleslawski : Bill, Second of Three Julians
- 1934 : Roast-Beef and Movies (en) : Bogus Movie Producer
- 1934 : Jailbirds of Paradise : Escaped Convict
- 1934 : Woman Haters (en) : Jack
- 1934 : The Big Idea : Healy's Stooge
- 1934 : Hollywood Party : Photographer
- 1934 : Punch Drunks (en) de Lou Breslow : Curley aka K.O. Stratavarius
- 1934 : Men in Black : Dr Curly Howard
- 1934 : Le capitaine déteste la mer (The Captain Hates the Sea) : Orchestra
- 1934 : Three Little Pigskins : Curley
- 1935 : Horses' Collars (en) : Curly
- 1935 : Restless Knights (en) : Baron of Graymatter
- 1935 : Pop Goes the Easel (en) : Curly
- 1935 : Uncivil Warriors (en) :  Lt. Hyde alias Operator 13
- 1935 : Pardon My Scotch (en) de Del Lord : Curley / McSnort
- 1935 : Hoi Polloi (en) : Curly
- 1935 : Three Little Beers (en) : Curley
- 1936 : Ants in the Pantry (en) : Curley
- 1936 : Movie Maniacs (en) : Curly
- 1936 : Half-Shot Shooters (en) : Curly
- 1936 : Disorder in the Court (en) : Curly Howard
- 1936 : A Pain in the Pullman (en) : Curly
- 1936 : False Alarms (en) : Curly
- 1936 : Whoops, I'm an Indian! (en) : Curly
- 1936 : Slippery Silks (en) : Curly
- 1937 : Grips, Grunts and Groans (en) : Curly
- 1937 : Dizzy Doctors (en) : Curly
- 1937 : Three Dumb Clucks (en) : Curly / Pop Howard
- 1937 : Back to the Woods (en) : Curly
- 1937 : Goofs and Saddles (en) : Buffalo Bilious
- 1937 : Cash and Carry (en) : Curly
- 1937 : Playing the Ponies (en) : Curly
- 1937 : The Sitter-Downers (en) : Curly
- 1938 : Wee Wee Monsieur (en) : Curly
- 1938 : Start Cheering : Stooge
- 1938 : Tassels in the Air (en) : Curly / Umday
- 1938 : Healthy, Wealthy and Dumb (en) : Curly Howard
- 1938 : Violent Is the Word for Curly (en) : Curly
- 1938 : Three Missing Links (en) : Curly
- 1938 : Mutts to You (en) : Curly
- 1938 : Flat Foot Stooges (en) : Curly
- 1939 : Three Little Sew and Sews (en) : Curly
- 1939 : We Want Our Mummy (en) : Curly / Philo Pants
- 1939 : A-Ducking They Did Go (en) : Curly
- 1939 : Yes, We Have No Bonanza (en) : Curly
- 1939 : Saved by the Belle (en) : Curly
- 1939 : Calling All Curs (en) : Dr Curly
- 1939 : Oily to Bed, Oily to Rise (en) : Curly
- 1939 : Three Sappy People (en) : Curly (Dr Ziller)
- 1940 : You Nazty Spy! (en) : Curly Gallstone, Field Marshal
- 1940 : Rockin' Thru the Rockies (en) : Curly
- 1940 : A Plumbing We Will Go (en) : Curly
- 1940 : Nutty But Nice (en) : Curly
- 1940 : How High Is Up? : Curly
- 1940 : From Nurse to Worse : Curly
- 1940 : No Census, No Feeling : Curly
- 1940 : Cookoo Cavaliers : Curly Sinker
- 1940 : Boobs in Arms : Curly
- 1941 : So Long Mr. Chumps : Curly
- 1941 : Dutiful But Dumb : Curly Cluck
- 1941 : All the World's a Stooge : Curly
- 1941 : Time Out for Rhythm : Stooge Curly
- 1941 : I'll Never Heil Again : Field Marshal Herring
- 1941 : An Ache in Every Stake : Curly
- 1941 : In the Sweet Pie and Pie : Curly
- 1941 : Some More of Samoa : Curly
- 1942 : Loco Boy Makes Good : Curly (Nill)
- 1942 : What's the Matador : Curly
- 1942 : Cactus Makes Perfect : Curly
- 1942 : Matri-Phony : Curleycue
- 1942 : Three Smart Saps : Curly
- 1942 : Even as IOU de Del Lord : Curly
- 1942 : Ma sœur est capricieuse (My Sister Eileen) : Subway Builder
- 1942 : Sock-a-Bye Baby : Curly
- 1943 : They Stooge to Conga : Curly
- 1943 : Dizzy Detectives : Curly
- 1943 : Spook Louder : Curly
- 1943 : Three Little Twirps : Curly
- 1943 : Higher Than a Kite : Curly
- 1943 : I Can Hardly Wait : Curly
- 1943 : Dizzy Pilots : Curly Wrong
- 1943 : Phony Express : Curly
- 1943 : A Gem of a Jam : Curly
- 1944 : Crash Goes the Hash : Curly
- 1944 : Busy Buddies : K.O. Bossy
- 1944 : The Yoke's on Me : Curly
- 1944 : Idle Roomers (en) de William Goodrich : Curly
- 1944 : Gents Without Cents : Curly
- 1944 : No Dough Boys : Curly (Wacky)
- 1945 : Three Pests in a Mess : Curly
- 1945 : Rockin' in the Rockies : Curly
- 1945 : Idiots Deluxe : Curly
- 1945 : If a Body Meets a Body : Curly Q. Link
- 1945 : Booby Dupes : Curly
- 1945 : Micro-Phonies : Curly / Senorita Cucaracha
- 1946 : Beer Barrel Polecats : Curly
- 1946 : A Bird in the Head : Curly
- 1946 : Swing Parade of 1946 de Phil Karlson : Curly
- 1946 : Uncivil War Birds : Curly
- 1946 : The Three Troubledoers : Coney Island Curly
- 1946 : Monkey Businessmen : Curly
- 1946 : Three Loan Wolves : Curly
- 1946 : G.I. Wanna Home : Curly
- 1946 : Rhythm and Weep : Curly
- 1946 : Three Little Pirates : Curly
- 1947 : Half-Wits Holiday : Curly
- 1947 : Hold That Lion : Sleeping train passenger